# Le Petit Copain
Le Petit Copain (titre original : The Little Friend) est le deuxième roman de Donna Tartt, publié en 2002 puis traduit en français et publié en 2003. Par son aspect trouble, le roman rappelle le premier livre de l'écrivain, Le Maître des illusions. À l'intrigue policière se mêle la description de la sociologie et de la psychologie des personnages.

## Résumé
L'action se déroule dans le Mississippi. Au centre du récit se trouve la famille Cleve Dufresnes, composée de Charlotte, la mère, dépressive et traumatisée par la mort de son enfant Robin, retrouvé pendu à un arbre dans son jardin à l'âge de neuf ans, de Dixon, un père violent qui a quitté la maison depuis longtemps, de la grand-mère Edie, de ses trois sœurs Adélaïde, Tat et Libby, et enfin d'Allison et Harriet, les deux sœurs de Robin, Harriet étant le personnage central du roman.
À douze ans, lors d'un cours de catéchisme, Harriet décide de retrouver le meurtrier de son frère tué alors qu'elle était encore un bébé. Aidée de son ami Hely, elle décide de faire la lumière sur le crime, recherche qui les entraînera dans l'ombre d'adultes pervers vivant dans un monde déliquescent.